# Маршал Франции
Ма́ршал Фра́нции (фр. Maréchal de France) — высшее воинское звание в Сухопутных войсках и в ВКС Франции, старейшее маршальское звание в Европе. Соответствует званию «Адмирал Франции» в ВМС Франции. Является «пятизвёздным» званием (по применяемой в НАТО кодировке — OF-10).

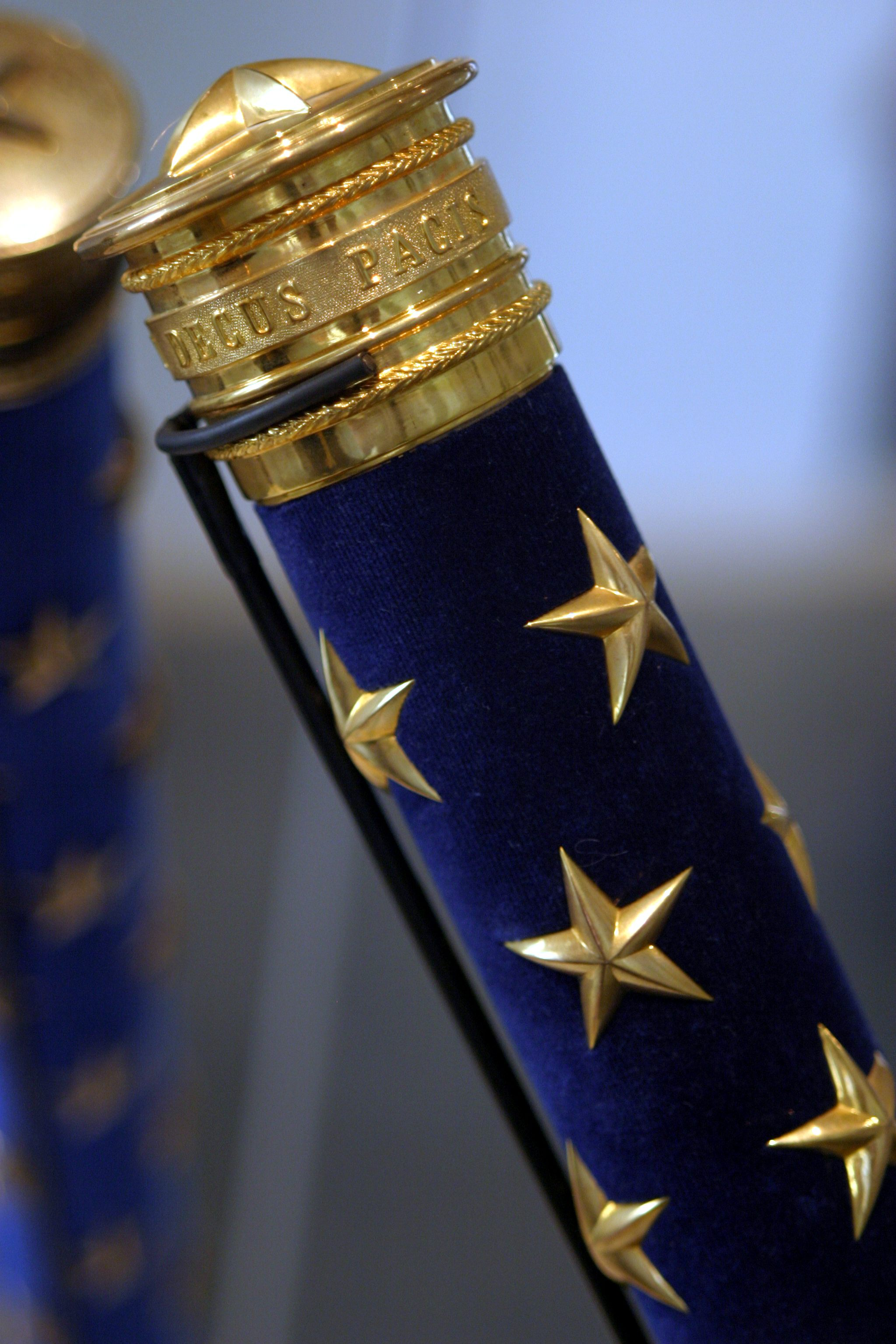
Французский маршальский жезл

## Общие сведения

### До XIX-го века
Слово маршал (фр. maréchal) ведёт происхождение от староверхнегерманского «marascaih» и означает «конюх» («marah» — лошадь, «scalc» — слуга). Во франкских племенах маршалы служили на конюшнях и подчинялись конюшему.
В более поздние века значение маршалов выросло: появились имперские маршалы, следившие за состоянием императорских лошадей. В 1060 году французский король Генрих I учредил звание коннетабля, или главного конюшего. Его помощниками были маршалы. Затем, чтобы отличить королевских маршалов от маршалов вассалов, в 1185 году была введена должность маршала Франции.
С 1191 года коннетабль назначается на должность главнокомандующего французской армии. Соответственно, и роль его маршалов повысилась — им стали поручать в командование отдельные части армии под началом коннетабля, кроме того они выполняли дисциплинарные и административные функции. Главной задачей маршалов было проведение инспекций и войсковых смотров. Они отвечали за первичное обустройство лагерей, обеспечение боеготовности войсковых отрядов и защиту мирного населения от насилия и грабежей со стороны солдат. При короле Филиппе II Августе титул маршала Франции временно носил главнокомандующий королевскими войсками. При Людовике IX было двое, а позже трое, четверо и более маршалов Франции.
Маршалы получали 2000 турских ливров в год за свою должность и, как и коннетабль, они обладали правом на некоторые виды дополнительного вознаграждения. Королевская политика заключалась в том, чтобы не назначать маршалов пожизненно и таким образом предупредить переход этой должности в руки влиятельных родов и не допустить её превращения в наследственную, тенденция к чему наметилась в XIII веке; в любом случае сами маршалы не рассматривали свой пост как конечную цель, считая его ступенью на пути к более высшему званию, хотя многие маршалы были выходцами из мелкой знати.
В 1627 году после смерти коннетабля Франции герцога де Ледигьера Людовик XIII отменил это звание. Маршал становится высшим воинским званием. И с этого момента боевыми операциями начинают руководить маршалы. Среди них — прославленные Тюренн, Виллар, Вобан, Мориц Саксонский и герцог Бервик.
При короле Генрихе III Генеральные штаты определили число маршалов в четыре; это число было превзойдено уже Генрихом IV, ещё более — его преемниками, так что в 1703 году было не менее двадцати маршалов, считая и морских. Всего с 1185 до наших дней маршалами стали 338 человек (из них до революции во Франции это звание было присвоено 256 раз).
Кроме того, существовало особое звание Главного маршала Франции или Генерального маршала (фр. général-maréchal), присваиваемое одновременно только одному особо выдающемуся маршалу. Можно сказать, что это звание примерно соответствовало званию генералиссимуса, так как было высшим воинским званием во Франции, присваиваемым в это время. За всю историю Франции это звание присуждалось всего 6 раз. Его имели при старом режиме три полководца: Тюренн, Виллар и Мориц Саксонский (при Июльской монархии его присвоили также наполеоновскому маршалу Сульту). Он был последним, кто носил звание Генерального маршала.
Во время Великой французской революции 20 июня 1790 года чин «маршал Франции» был упразднён; эта отмена была подтверждена Конвентом в 1793 году.

### XIX век

Маршальский жезл времён Наполеона I

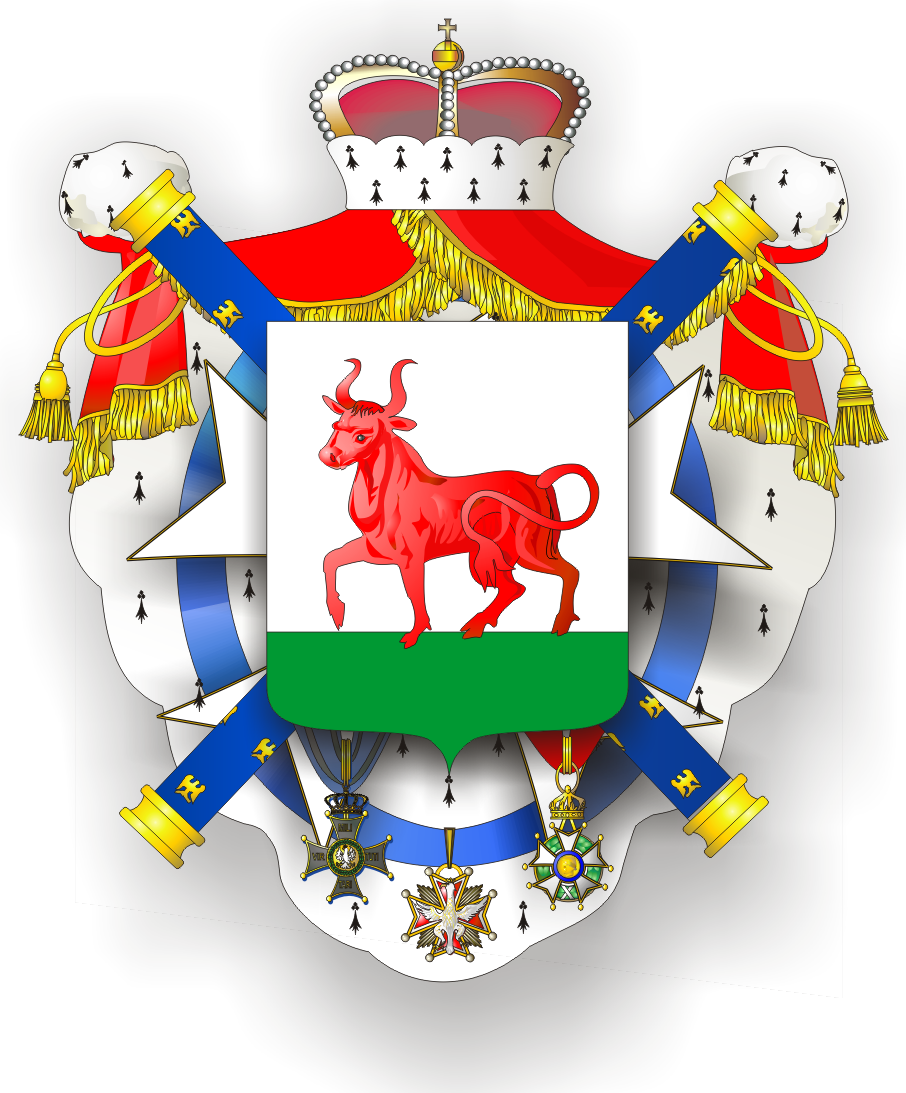
Герб маршала Империи Юзефа Антония Понятовского с изображением Ордена Почётного легиона, Ордена Белого орла и ордена Virtuti Militari со скрещёнными маршальскими жезлами

18 мая 1804 года Французская Республика согласно новой Конституции, обнародованной Сенатом, прекратила своё существование. Наполеон I был провозглашён императором французов, а Франция отныне именовалась Французской империей.
Статья 48-я 6-й главы той же Конституции возрождала сан маршала Империи (фр. Maréchal d'Empire).
Звание маршала занимало 5-е место в иерархии Французской империи (после императора и императрицы, членов Императорской фамилии, Великих Сановников империи (Архиказначея, Архиканцлера, Электора и др.) и министров). В связи с бурной внешней политикой Франции конца XVIII — начала XIX века можно было считать справедливым выражение Наполеона: «В каждом солдатском ранце лежит маршальский жезл».
Звание маршала говорило о высоком доверии к получившему его лицу со стороны императора. Маршалы назначались на ответственные гражданские посты, получали в управление города, провинции и целые страны, участвовали в важных дипломатических миссиях.
Согласно Конституции, маршалов назначал лично император из числа самых достойных генералов. Всего предписывалось иметь не более 16 маршалов. Императорским декретом от 19 мая 1804 года в сан маршалов были введены следующие генералы (в том порядке, в котором они указаны в списке):
Бертье Л.-А., Мюрат Й., Монсей Б.-А.-Ж. де, Журдан Ж.-Б., Массена А., Ожеро П.-Ф.-Ш., Бернадот Ж.-Б.-Ж., Сульт Ж. де Д., Брюн Г.-М.-А., Ланн Ж., Мортье А.-Эд.-К.-Ж., Ней М., Даву Л.-Н., Бессьер Ж.-Б.
Всего 14 человек. Кроме того, за заслуги перед Францией 4 известных генерала республиканской армии получили звание Почётного маршала:
Келлерман Ф.-Э.-К., Лефевр Ф.-Ж., Периньон К.-Д., Серюрье Ж.-М.-Ф.
Эти немолодые полководцы награждались за прошлые заслуги — считалось, что в строй они уже не вернутся. В последующие годы Первой империи звание маршала получили ещё 8 человек:
Виктор К. Перрен (вошёл в историю под своим именем, а не фамилией Перрен) (1807), Макдональд Э.-Ж.-Ж.-А. (1809), Удино Н.-Ш. (1809), Мармон О.-Ф.-Л.-В. де (1809), Сюше Л.-Г. (1811), Лоран Гувьон де Сен-Сир (более известный как Сен-Сир) (1812), Понятовский Ю.-А. (1813), Груши Э. (1815).
Всего Первая империя произвела на свет 26 маршалов.
Наполеоновские маршалы — одна из самых знаменитых плеяд полководцев в мировой истории.
При Реставрации были возобновлены звания маршал Франции и лагерный маршал (фр. Maréchal de camp), а при июльской монархии, законом от 4 августа 1839 года, число маршалов Франции в мирное время должно было равняться шести, для военного времени — 12. Наполеон III возобновил положение дел, существовавшее при Наполеоне I, однако не стал восстанавливать название «маршал Империи»: при нём маршалы Франции стали членами Сената.

### XX век
В 1870—1914 годах звание маршала в республиканской Франции не присваивалось, так как оно ассоциировалось с империей Наполеона III, одиозной для Третьей республики. Оно было восстановлено только с началом Первой мировой войны. В XX веке маршал Франции — это скорее почётное звание, а не воинский чин в собственном смысле слова.
В отличие от чинов (и маршальских званий в большинстве стран мира), он может присваиваться посмертно (из четырёх Маршалов Франции, которым это звание было присвоено после Второй мировой войны, только Альфонс Жюэн получил его при жизни).

### Знаки различия
Знаком различия маршала Франции является маршальский жезл голубого цвета, украшавшийся при королевской власти лилиями и золотыми пчёлами, при Наполеонах — имперскими орлами, в настоящее время — звёздами. На погонах и каскетке маршалы имеют знак различия в виде семи звёздочек.

## МаршалыКапетингов

### Филипп II Август(1180—1223)
1. 1190 — Альберик Клеман (ум. 1191)
2. 1191 — Анри I Клеман, сеньор дю Мес и д’Аржантан (1170—1214)
3. 1192 — Гийом де Бурнель (ум. после 1195)
4. 1202 — Невелон Аррасский (ум. после 1217)
5. 1214 — Жан Клеман, сеньор дю Мес и д’Аржантан (ум. 1262)
6. 1220 — Гийом дю Турнель (ум. после 1225)

### Людовик VIII(1223—1226)
1. 1226 — Робер де Куси-Пинон (ум. после 1234)

### Людовик IX(1226—1270)
1. 1240 — Ферри Пате, сеньор де Шальранж (ум. после 1244)
2. 1250 — Жан-Гийом де Бомон (ум. 1257)
3. 1255 — Анри де Куранс (ум. 1268)
4. 1257 — Готье III де Немур (ум. 1270)
5. 1262 — Анри II Клеман, сеньор дю Ме и д’Аржантан (ум. 1265)
6. 1265 — Эрик де Божё (ум. 1270)
7. 1265 — Рено де Пресиньи, сеньор де Маран (ум. 1270)
8. 1270 — Рауль II де Сор, сеньор д’Эстре (ум. 1282)
9. 1270 — Ланселот де Сен-Маар (ум. после 1278)

### Филипп III Смелый(1270—1285)
1. 1272 — Ферри де Вернёй (ум. 1283?)
2. 1282 — Гийом V дю Бек-Креспен (ок. 1245/1246?–1283)
3. 1283 — Жан II д’Аркур, виконт де Шательро, сир д’Аркур (1240–1302)
4. 1285 — Рауль V ле Фламенк (ум. 1287)

### Филипп IV Красивый(1285—1314)
1. 1288 — Жан де Варенн (ум. 1292)
2. 1290 — Симон де Мелён (ум. 1302), сеньор де Ла Луп и де Маршвиль
3. 1292 — Ги I де Клермон де Нель (ум. 1302)
4. 1302 — Фульк де Мерль (ум. 1314)
5. 1302 — Миль де Нуайе (ум. 1350)
6. 1308 — Жан де Корбей (ум. 1318), сеньор де Грес
7. 1313 — Рено II де Три (ум. до 1324)

### Людовик X Сварливый(1314—1316)
1. 1315 — Жан IV де Бомон (ум. 1318)

### Филипп V Длинный(1316—1322)
1. ноябрь 1318 — Жан II де Барр (? — ?)
2. 1320 — Матье де Три (ум. 1344)
3. 1322 — Бернар VI де Морёй (ум. 1350)

### Карл IV Красивый(1322—1328)
1. 1325 — Робер VIII Бертран де Брикбек, виконт де Роншвиль (ок. 1285—1348)

## МаршалыВалуа

### Филипп VI(1328—1350)
1. 1339 — Ансо де Жуанвиль (1265—1343)
2. март 1344 — Шарль I де Монморанси (1307—1381)
3. ноябрь 1344 — Робер де Ворен, сеньор де Сен-Венан (ум. 1360)
4. 1345 — Ги II де Нель, сеньор д’Оффемон и де Мелло (ум. 1352)
5. 1347 — Эдуар де Божё, сеньор де Шатонёф (1316—1351)

### Иоанн II Добрый(1350—1364)
1. 1 сентября 1351 — Арнуль д’Одреем (ум. 1370)
2. 1 сентября 1352 — Роже де Анже, сеньор д’Авенкур (ум. 1352)
3. 1 декабря 1352 — Жан де Клермон, сеньор де Шантийи и де Бомон (ок. 1320–1356)
4. 21 октября 1356 — Жан I ле Менгр, называемый Бусико (1310—1367)

### Карл V(1364—1380)
1. 20 июля 1368 — Жан IV де Мокенши, сир де Бленвиль (ум. 1391)
2. 20 июня 1368 — граф Луи де Сансер (1342—1402)

### Карл VI(1380—1422)
1. 23 декабря 1391 — Жан II ле Менгр, называемый Бусико (1366—1421)
2. 19 декабря 1397 — Жан II де Рьё, сеньор де Рошфор (1342—1417)
3. 12 августа 1417 — Пьер де Рьё, сеньор де Рошфор (1389—1439)
4. 2 июня 1418 — Клод де Бовуар, сеньор де Шастеллю и виконт д’Аваллон (1385—1453)
5. 2 июня 1418 — Жан де Вилье де Лиль-Адан (1384—1437)
6. 27 июля 1418 — Жак де Монберон, сеньор д’Ангумуа (ум. 1422)
7. 20 мая 1421 — Жильбер Мотье, сеньор де Лафайет (1396—1464)
8. 22 января 1422 — Антуан де Вержи, граф де Даммартен (1375–1439)
9. 22 января 1422 — Жан де Лабом, граф де Монревель (ум. 1435)

### Карл VII(1422—1461)
1. 1 февраля 1424 — Амори де Северак, сеньор де Бокер (1365–1427)
2. 14 июля 1426 — Жан де Бросс, барон де Буссак (1375—1433)
3. 1429 — Жиль де Лаваль-Монморанси, барон де Ре (1404—1440)
4. 1439 — Андре де Лаваль-Монморанси, сеньор де Лоеак и де Ре (с 1437 также адмирал Франции) (1408—1486)
5. 1 марта 1441 — Филипп де Кюлан, сеньор де Жалуан (ум. 1454)
6. 1454 — Жан Потон де Сентрай (1390—1461)

### Людовик XI(1461—1483)
1. 3 августа 1461 — Жоашен де Руо, сеньор де Боменар (ок. 1409–1478)
2. 3 августа 1461 — Жан де Лескён, «бастард д’Арманьяк» (ум. 1473)
3. 1 марта 1464 — Вольферт VI ван Борселен, сеньор де Вер и граф Бохан (ок. 1433–1487)
4. 16 мая 1476 — Пьер де Роган-Жье, сеньор де Роан (1450—1514)

### Карл VIII(1483—1498)
1. 2 сентября 1483 — Филипп де Кревкёр, сеньор д’Экерд (1418—1494)
2. 21 января 1486 — Жан де Бодрикур, сеньор де Шуазёль (ум. 1499)

### Людовик XII(1498—1515)
1. 29 сентября 1499 — Джан Джакомо Тривульцио, маркиз ди Виджевано (1448—1518)
2. 1 марта 1506 — Шарль II д'Амбуаз, сеньор де Шомон (1473—1511)
3. 1 марта 1511 — Оде де Фуа, виконт де Лотрек (1485—1528)
4. 1 мая 1514 — Робер Стюарт д’Обиньи (1470—1544)

### Франциск I(1515—1547)
1. 7 января 1515 — Жак II де Шабанн, сеньор де Ла Палис (1470–1525)
2. 5 декабря 1516 — Гаспар I де Колиньи, сеньор де Шатийон (ум. в 1522);
3. 6 декабря 1518 — Тома де Фуа-Лескён (ум. в 1525)
4. 6 августа 1522 — герцог Анн де Монморанси (с 10 февраля 1538 по 12 ноября 1567 был коннетаблем Франции) (1492—1567)
5. 23 марта 1526 — Теодоро Тривульцио (1458—1531)
6. 29 марта 1526 — Роберт III де Ламарк (1491—1537)
7. 10 февраля 1538 — Клод д’Аннебо (1500—1552)
8. 1538 — Рене де Монжан (ок. 1495–1539)
9. 15 июля 1542 — Удар дю Бьес (ум. 1553)
10. 13 марта 1544 — Антуан де Лет-Депре, сеньор де Монпеза (1490—1544)
11. 4 декабря 1544 — Джованни Караччоли, принц Мельфийский (1480—1550)

### Генрих II(1547—1559)
1. 29 апреля 1547 — Жак д’Альбон де Сен-Андре, маркиз де Фронсак (ок. 1512–1562)
2. 29 апреля 1547 — Роберт IV де Ламарк, герцог де Буйон и принц Седанский (1520—1556)
3. 21 августа 1550 — Шарль I де Коссе, граф де Бриссак (1505—1563)
4. февраль 1554 — Пьеро Строцци, сеньор д’Эперне (1500—1558)
5. 24 июня 1558 — Поль де Ла Барт, сеньор де Терм (1482—1558)

### Франциск II(1559—1560)
1. 10 октября 1559 — герцог Франсуа де Монморанси (1520—1563)

### Карл IX(1560—1574)
1. 21 декабря 1562 — Франсуа де Сепо, сеньор де Вьейвилль (1509—1571)
2. 6 апреля 1564 — Эмбер де Ла Платьер, сеньор де Бурдийон (1524—1567)
3. 10 февраля 1566 — герцог Анри I де Монморанси (с 1593 по 1614 также и Коннетабль Франции) (1534—1614)
4. 4 апреля 1567 — Артюс де Коссе-Бриссак, сеньор де Гонор и граф де Сегондиньи (ок. 1512–1582)
5. 28 ноября 1570 — Гаспар де Со, сеньор де Таванн (с октября 1572 также губернатор Прованса и адмирал Франции и морей Леванта) (1509—1575)
6. 30 ноября 1571 — Онора II Савойский, маркиз де Виллар (1511—1580)
7. 6 июля 1573 — Альбер де Гонди, герцог де Рец (1522—1602)

### Генрих III(1574—1589)
1. 6 сентября 1574 — Роже I де Сен-Лари, сеньор де Бельгард (после 1522–1579)
2. 25 сентября 1574 — Блез де Монлюк (1500—1577)
3. 2 октября 1577 — Арман де Гонто-Бирон (1524—1592)
4. 14 июля 1579 — Жак II де Гойон-Матиньон (1525—1598)
5. 23 декабря 1579 — Жан VI д’Омон, барон д’Эстрабон, граф де Шатору (1522—1595)
6. 20 января 1582 — виконт Гийом II де Жуайёз (1520—1592)

### Католическая лига(1589—1594)
1. 27 февраля 1592 — Жан де Со, виконт де Таванн (1555—1630)
2. 11 мая 1592 — герцог Антуан-Сипьон де Жуайёз (1565—1592)
3. 7 декабря 1592 — Кретьен де Савиньи (ок. 1550—1596), сеньор де Рон
4. 1593 — Юрбен де Монморанси-Лаваль (1557—1629), сеньор де Буа-Дофен
5. 25 февраля 1593 — Шарль II де Коссе, граф де Бриссак (1550—1621)
6. 21 июня 1593 — Клод де Лашатр, барон де Ла-Мезонфор (1536—1614)
7. 21 июля 1593 — Антуан де Сен-Поль (ок. 1550—1594)

## МаршалыБурбонов

### Генрих IV Бурбон(1589—1610)
1. 9 марта 1592 — Анри де ла Тур д’Овернь, виконт де Тюренн, герцог де Буйон (1555—1623)
2. 26 января 1594 — Шарль Арман де Гонто, герцог де Бирон (1562—1602; в 1592—1594 — адмирал Франции)
3. 20 февраля 1594 — Клод де Лашатр, барон де Ламезонфор (1536—1614)
4. 20 февраля 1594 — Шарль II де Коссе, граф де Бриссак (1505—1563)
5. 31 мая 1594 — Жан де Монлюк, сеньор де Баланьи (ок. 1545—1603)
6. 19 октября 1595 — Жан де Бомануар, маркиз де Лаварден (1551—1614)
7. 22 января 1596 — герцог Анри де Жуайёз (1567—1608)
8. 25 июля 1597 — Юрбен де Монморанси-Лаваль, маркиз де Буа-Дофен (1557—1629)
9. 20 сентября 1597 — Альфонс д’Орнано (1548—1610)
10. 26 сентября 1597 — Гийом д’Отмер, граф де Грансе, сеньор де Фервак (1537—1613)
11. 27 сентября 1609 — Франсуа де Бонн, герцог де Ледигьер (1543—1626)

### Людовик XIII(1610—1643)
1. 18 ноября 1613 — Кончино Кончини, маркиз д’Анкр (1575—1617)
2. 15 ноября 1614 — маркиз Жиль де Куртанво де Сувре (1540—1626)
3. 27 декабря 1614 — Антуан де Роклор (1544—1625)
4. 26 мая 1616 — Луи де Лашатр, барон де Мезонфор (ок. 1570–1630)
5. 1 сентября 1616 — Понс де Лозьер-Кардайяк, маркиз де Темин (1553—1627)
6. 1 сентября 1616 — Франсуа де Лагранж д’Аркьен, сеньор де Монтиньи (1554—1617)
7. 24 апреля 1617 — Никола де Лопиталь, герцог де Витри (1581—1644)
8. 24 августа 1619 — Шарль де Шуазёль, маркиз де Прален (1563—1626)
9. 24 августа 1619 — Жан-Франсуа де Ла-Гиш, граф де Ла-Палис (1569—1632)
10. 6 декабря 1619 — Оноре д’Альбер де Люин, сеньор де Пикиньи (1581—1649)
11. 13 сентября 1620 — Франсуа д’Эспарбес де Люссан, виконт д’Обтер (ок. 1571–1628)
12. 27 декабря 1621 — Шарль де Креки, принц де Пуа, герцог де Ледигьер (1580—1638)
13. 21 февраля 1622 — Гаспар III де Колиньи, граф де Шатийон (1584—1646)
14. 24 мая 1622 — Жак-Номпар де Комон, герцог де Ла Форс (1558—1652)
15. 29 августа 1622 — Франсуа де Бассомпьер, маркиз д’Аруэ (1579—1646);
16. 16 июня 1625 — Анри де Шомберг, граф де Нантёй (1574—1632)
17. 7 января 1626 — Жан-Батист д’Орнано (1581—1626)
18. 1 октября 1626 — герцог Франсуа-Аннибаль д'Эстре (1573—1670)
19. 30 января 1627 — Тимолеон д’Эпине де Сен-Люк (1580—1644)
20. 1 июня 1629 — Луи де Марийяк, граф де Бомон-ле-Роже (1572—1632)
21. 11 декабря 1630 — герцог Анри II де Монморанси, также адмирал Франции (1595—1632)
22. 13 декабря 1630 — Жан де Сен-Бонне, маркиз де Туара (1585—1636)
23. 1 января 1631 — Антуан Куафье де Рюзе, маркиз д’Эффиа (1581—1632)
24. 28 октября 1632 — Юрбен де Майе, маркиз де Брезе (1597—1650)
25. 18 сентября 1634 — Максимильен де Бетюн, герцог де Сюлли (1560—1641)
26. 26 октября 1637 — Шарль де Шомберг, герцог д’Алюэн (1601—1656)
27. 30 июня 1639 — Шарль де Лапорт, маркиз де Ламейере (1602—1664)
28. 22 сентября 1641 — герцог Антуан III де Грамон (1604—1678)
29. 22 марта 1642 — Жан-Батист Бюд, граф де Гебриан (1602—1643)
30. 2 апреля 1642 — Филипп де Ламот-Уданкур, герцог де Кардона (1605—1657)
31. 23 апреля 1643 — Франсуа де Лопиталь, граф де Роне (1583—1660)

### Людовик XIV(1643—1715)
1. 16 мая 1643 — Анри де ла Тур д’Овернь, виконт де Тюренн (1611—1675), с 4 апреля 1660 — главный маршал лагерей и армий короля;
2. 17 ноября 1643 — граф Жан де Гасьон (1609—1647);
3. 20 июня 1645 — Сезар де Шуазёль дю Плесси-Прален, герцог де Шуазёль (1598—1675);
4. 30 июня 1645 — Иосиас Ранцау, граф де Ранцау (1609—1650);
5. 20 октября 1646 — Никола де Нёвиль, герцог де Вильруа (1597—1685)
6. февраль 1649 — Гаспар IV де Колиньи, герцог де Шатийон (1620—1649)
7. 5 января 1651 — Антуан д’Омон де Рошбарон, герцог д’Омон (1601—1669)
8. 5 января 1651 — Жак д’Этамп, маркиз де Ла-Ферте-Эмбо (ок. 1590—1668)
9. 5 января 1651 — герцог Анри II де Лаферте-Сентер (1599—1681)
10. 5 января 1651 — Шарль де Монши, маркиз д’Окенкур (1599—1658)
11. 6 января 1651 — Жак Руксель, граф де Гранси и де Медави (1603—1680)
12. 24 августа 1652 — Арман-Номпар де Комон, герцог де Ла-Форс (1582—1672)
13. 24 августа 1652 — Филипп де Клерамбо, граф де Палюо (1606—1665)
14. 20 марта 1653 — Луи Фуко, граф де Доньон (1616—1659)
15. 1 июня 1653 (по другим источникам 24 августа 1652) — Сезар Феб д’Альбре, граф де Миоссен (1614—1676)
16. 26 июня 1658 — Жан де Шулемберг, граф де Мондежё (1597—1671)
17. 28 июня 1658 — Абраам де Фабер, маркиз д’Эстерне (1599—1660)
18. 30 июня 1658 — маркиз Жак де Кастельно (1620—1658)
19. 8 июля 1668 — Бернарден Жиго, маркиз де Бельфон (1630—1694)
20. 8 июля 1668 — Луи IV де Креван, герцог д’Юмьер (1628—1694)
21. 8 июля 1668 — Франсуа де Креки, маркиз де Марен (1620—1687)
22. 30 июля 1675 — Филипп де Монто де Бенак, герцог де Навай (1619—1684)
23. 30 июля 1675 — герцог Арман-Фредерик де Шомберг (1615—1690)
24. 30 июля 1675 — граф Годфруа д’Эстрад (1607—1686)
25. 30 июля 1675 — Жак-Анри де Дюрфор, герцог де Дюрас (1625—1704)
26. 30 июля 1675 — Франсуа III д’Обюссон, герцог де Ла-Фёйяд (1631—1691)
27. 30 июля 1675 — Луи-Виктор Рошешуар де Мортемар, герцог де Вивонн (1636—1688)
28. 30 июля 1675 — Франсуа-Анри де Монморанси-Бутвиль, герцог де Пине-Люксембург (1628—1695)
29. 30 июля 1675 — Анри-Луи д’Алуаньи, маркиз де Рошфор (1636—1676)
30. 21 февраля 1676 — Ги-Альдонс де Дюрфор, герцог де Лорж (1630—1702)
31. 24 марта 1681 — граф Жан II д’Эстре (1624—1707)
32. 27 марта 1693 — Клод де Шуазёль, маркиз де Франсьер (1632—1711)
33. 27 марта 1693 — Жан-Арман де Жуайез, маркиз де Гранпре (1631—1710)
34. 27 марта 1693 — граф Анн-Илларион де Турвиль (1642—1701)
35. 27 марта 1693 — герцог Анн-Жюль де Ноай (1650—1708)
36. 27 марта 1693 — Никола Катина, сеньор де Сен-Грасьен (1637—1712)
37. 27 марта 1693 — Франсуа де Нёвиль, герцог де Вильруа (1644—1730)
38. 27 марта 1693 — герцог Луи Франсуа де Буффлер (1644—1711)
39. 20 октября 1702 — Клод Луи Эктор, герцог де Виллар (1653—1734)
40. 14 января 1703 — маркиз Ноэль Бутон де Шамийи (1636—1715)
41. 14 января 1703 — герцог Виктор-Мари д'Эстре (1660—1737)
42. 14 января 1703 — Франсуа-Луи Русселе, маркиз де Шато-Рено (1637—1716)
43. 14 января 1703 — Себастьен Ле Претр, маркиз де Вобан (1633—1707)
44. 14 января 1703 — Конрад де Розен, граф де Больвиллер (1628—1715)
45. 14 января 1703 — Никола-Шалон дю Бле, маркиз д’Юксель (1652—1730)
46. 14 января 1703 — Рене де Фруле, граф де Тессе (1648—1725)
47. 14 января 1703 — Камиль д’Отен де ла Бом, герцог де Таллар (1652—1728)
48. 14 января 1703 — Никола-Огюст де Лабом, маркиз де Монревель (1645—1716)
49. 14 января 1703 — герцог Анри д’Аркур (1654—1718)
50. 12 октября 1703 — Фердинанд де Марсен (1656—1706)
51. 15 февраля 1706 — Джеймс Фитцджеймс, герцог Бервик (1670–1734)
52. 18 февраля 1708 — Шарль-Огюст де Гойон-Матиньон, граф де Гасе (1647—1729)
53. 15 мая 1709 — маркиз Жак Базен де Безон (1646—1733)
54. 15 сентября 1709 — Пьер де Монтескью д’Артаньян, граф д’Артаньян (1640—1725)

### Людовик XV(1715—1774)
1. 2 февраля 1724 — граф Виктор-Морис де Брольи (1646—1727);
2. 2 февраля 1724 — герцог Антуан Гастон де Роклор (1656—1738);
3. 2 февраля 1724 — Жак Элеонор Руксель де Грансе, граф де Грансе и де Медаве (1655—1725);
4. 2 февраля 1724 — Леонор дю Мен, граф дю Бур (1655—1739);
5. 2 февраля 1724 — Ив V де Турзель, маркиз д’Алегр (1653—1733);
6. 2 февраля 1724 — Луи д’Обюссон, герцог де Ла-Фёйяд (1673—1725);
7. 2 февраля 1724 — герцог Антуан V де Грамон (1671—1725);
8. 1 июня 1730 — маркиз Ален Эммануэль де Коэтлогон (1646—1730);
9. 14 июня 1734 — Шарль де Гонто, герцог де Бирон (1663—1756);
10. 14 июня 1734 — Жак де Шатене, маркиз де Пюисегюр (1656—1743);
11. 14 июня 1734 — Клод-Франсуа Бидаль, маркиз д’Асфельд (1665—1743);
12. 14 июня 1734 — герцог Адриен-Морис де Ноай (1678—1766);
13. 14 июня 1734 — Кристиан Луи де Монморанси-Люксембург, принц де Тенгри (1713—1787);
14. 14 июня 1734 — герцог Франсуа-Мари де Брольи (1671—1745)
15. 14 июня 1734 — Франсуа де Франкето, герцог де Куаньи (1670—1759);
16. 11 февраля 1741 — Луи де Бранкас, маркиз де Серест (1672—1750);
17. 11 февраля 1741 — Луи Огюст д’Альбер д’Айи, герцог де Шон (1675—1744);
18. 11 февраля 1741 — Луи-Арман де Бришанто, герцог де Нанжи (1682—1742);
19. 11 февраля 1741 — Луи де Ганд де Мерод де Монморанси, принц д’Изенгьен (1678—1767);
20. 11 февраля 1741 — Жан-Батист де Дюрфор, герцог де Дюрас (1684—1778);
21. 11 февраля 1741 — Жан-Батист Демаре, маркиз де Маллебуа (1682—1762);
22. 11 февраля 1741 — Шарль Фуке, герцог де Бель-Иль (маршал Бель-Иль) (1684—1762);
23. 26 марта 1744 — Мориц Саксонский (1696—1750), (с 1747 — главный маршал Франции);
24. 30 марта 1745 — Жан-Батист Андро, маркиз де Молеврье (1677—1754);
25. 19 октября 1746 — Клод-Гийом Тестю, маркиз де Баленкур (1680—1770);
26. 19 октября 1746 — маркиз Филипп-Шарль де Лафар (1687—1752);
27. 19 октября 1746 — герцог Франсуа д’Аркур (1689—1750);
28. 17 сентября 1747 — граф Ги де Монморанси-Лаваль (1677—1751);
29. 17 сентября 1747 — герцог Гаспар де Клермон-Тоннер (1688—1781);
30. 17 сентября 1747 — маркиз Луи Шарль де Ламот-Уданкур (1687—1755);
31. 17 сентября 1747 — граф Ульрих Фредерик Вольдемар Левендаль (1700—1755);
32. 11 октября 1748 — Луи дю Плесси, герцог де Ришельё (1696—1788);
33. 24 февраля 1757 — Жан де Фэ, маркиз де Латур-Мобур (1684—1764);
34. 24 февраля 1757 — Луи Антуан де Гонто де Бирон (1701—1788);
35. 24 февраля 1757 — Даниель Франсуа де Жела де Виссон д’Амбре, виконт де Лотрек (1686—1762);
36. 24 февраля 1757 — Шарль Франсуа Фредерик де Монморанси, герцог де Пине-Люксембург (1702—1764);
37. 24 февраля 1757 — Луи Летелье, герцог д’Эстре (1695—1771);
38. 24 февраля 1757 — маркиз Жан Шарль де Сентер (1685—1771);
39. 24 февраля 1757 — Шарль О’Брайен де Клэр де Томон(д) (1699—1761);
40. 24 февраля 1757 — Гастон де Леви, герцог де Мирпуа (1699—1758);
41. 15 марта 1758 — Ладислас Игнаций Бершени (1689—1778);
42. 18 марта 1758 — Юбер де Бриенн, граф де Конфлан (1690—1777);
43. 24 августа 1758 — маркиз Луи Жорж де Контад (1704—1795);
44. 19 октября 1758 — Шарль де Роган, принц де Субиз (1715—1787);
45. 16 декабря 1759 — герцог Виктор-Франсуа де Брольи (1718—1804);
46. 1 января 1768 — Ги-Мишель де Дюрфор де Лорж, герцог де Рандан (1704—1773);
47. 1 января 1768 — Луи де Конфлан, маркиз д’Армантьер (1711—1774);
48. 1 января 1768 — Жан Поль Тимолеон де Коссе, герцог де Бриссак (1698—1780).

### Людовик XVI(1774—1792)
1. 24 марта 1775 — герцог Анн-Пьер д'Аркур (1701—1783)
2. 24 марта 1775 — Луи де Ноай, 4-й герцог де Ноай, маркиз де Монклер и де Ментенон, граф де Ножан-ле-Руа, барон де Шамбре (1713—1793)
3. 24 марта 1775 — Антуан-Кретьен Николаи, граф де Николаи (1712—1777)
4. 24 марта 1775 — герцог Шарль де Фитц-Джеймс (1712—1787)
5. 24 марта 1775 — Филипп де Ноай, граф де Ноай, герцог де Муши, герцог де По (1715—1794)
6. 24 марта 1775 — Эммануэль-Фелисите де Дюрфор, герцог де Дюрфор, герцог де Дюра (1715–1789)
7. 24 марта 1775 — Луи-Никола-Виктор де Феликс д’Олье, граф дю Муи, граф де Гриньян (1711–1775)
8. 24 марта 1775 — Клод-Луи-Робер де Сен-Жермен, граф де Сен-Жермен (1707–1778)
9. 13 июня 1783 — Ги Андре Пьер де Монморанси-Лаваль (1723–1798)
10. 13 июня 1783 — Огюстен-Жозеф де Майи, граф де Майи, маркиз д’Оркур (1708–1794)
11. 13 июня 1783 — Анри-Жозеф Бушар д'Эспарбес де Люссан, маркиз д'Обтер (1714—1788)
12. 13 июня 1783 — Шарль-Жюст де Бово, князь де Кран (1720—1793)
13. 13 июня 1783 — Ноэль Журда, граф де Во, сеньор д’Арта (1705—1788)
14. 13 июня 1783 — Филипп-Анри, маркиз де Сегюр (1724—1801)
15. 13 июня 1783 — Жак-Филипп де Шуазель, герцог де Шуазель-Стенвиль, барон де Домманж (1727—1789)
16. 13 июня 1783 — Шарль-Эжен-Габриэль де Лакруа, маркиз де Кастри, барон Лангедок, граф де Шарлу, барон де Кастельно и де Монжувен, сеньор де Пулорен и де Лузиньян (1727—1801)
17. 13 июня 1783 — Эммануэль де Крой, 8-й герцог де Крой (1718—1784)
18. 13 июня 1783 — Франсуа-Гастон де Леви, герцог де Леви (1719—1787)
19. 28 декабря 1791 — граф Николя Люкнер (1722—1794)
20. 28 декабря 1791 — Жан-Батист Донасьен де Вимейр, граф Рошамбо (1725—1807)

## «Созвездие»Наполеона I: Маршалы Империи

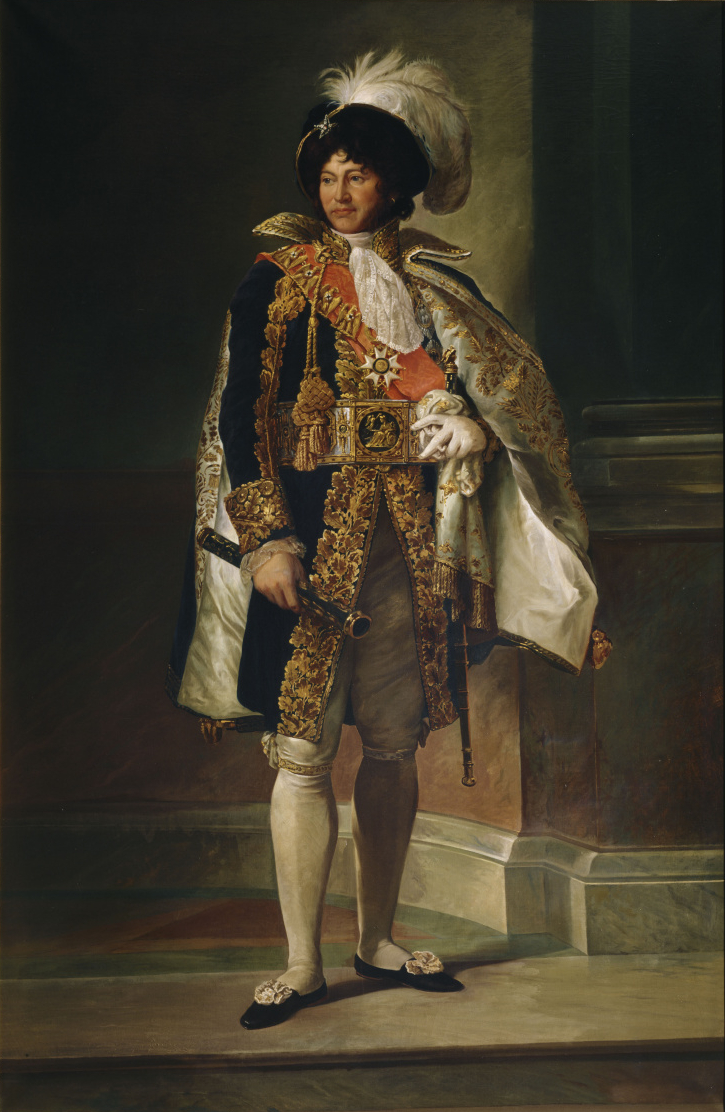
Маршал Империи Иоахим Мюрат, картина Франсуа Жерара, 1800—1810

Геральдическое оформление для гербов маршалов с титулом графов, сенаторов Империи и кавалеров Большого креста ордена Почётного Легиона

1. 19 мая 1804 — Жан-Батист-Жюль Бернадот (1763—1844)
2. 19 мая 1804 — Александр Луи Бертье (1753—1815)
3. 19 мая 1804 — Жан-Батист Бессьер (1768—1813)
4. 19 мая 1804 — Гильом Мари Анн Брюн (1763—1815)
5. 19 мая 1804 — Луи-Николя Даву (1770—1823)
6. 19 мая 1804 — Жан-Батист Журдан (1762—1833)
7. 19 мая 1804 — Франсуа-Кристоф Келлерман (почётное звание) (1735—1820)
8. 19 мая 1804 — Жан Ланн (1769—1809)
9. 19 мая 1804 — Франсуа-Жозеф Лефевр (почётное звание) (1755—1820)
10. 19 мая 1804 — Андре Массена (1758—1817)
11. 19 мая 1804 — Бон Андре Жанно де Монсей (1754—1842)
12. 19 мая 1804 — Адольф-Эдуард-Казимир-Жозеф Мортье (1768—1835)
13. 19 мая 1804 — Иоахим Мюрат (1767—1815)
14. 19 мая 1804 — Мишель Ней (1769—1815)
15. 19 мая 1804 — Пьер-Франсуа-Шарль Ожеро (1757—1816)
16. 19 мая 1804 — Катарин-Доминик Периньон (почётное звание) (1754—1818)
17. 19 мая 1804 — Жан-Матье-Филибер Серюрье (почётное звание) (1742—1819)
18. 19 мая 1804 — Жан де Дьё Сульт (1769—1851)
19. 13 июля 1807 — Клод-Виктор Перрен Виктор (1764—1841)
20. 6 июля 1809 — Этьен Жак Жозеф Александр Макдональд (1765—1840)
21. 10 июля 1809 — Огюст-Фредерик-Луи Мармон (1774—1852)
22. 12 июля 1809 — Никола Шарль Удино (1767—1847)
23. 8 июля 1811 — Луи-Габриэль Сюше (1770—1826)
24. 18 августа 1812 — Лоран де Гувион Сен-Сир (1764—1830)
25. 16 октября 1813 — Юзеф Понятовский (1763—1813)
26. 17 апреля 1815 — Эммануэль Груши (1766—1847)

Именами Маршалов империи названы парижские бульвары, опоясывающие французскую столицу по её краю.

## Вторая реставрация

### Людовик XVIII(1815—1824)
- 1816 (посмертно) — Жорж Кадудаль (1771—1804);
- 1816 (посмертно) — Жан-Виктор Моро (1763—1813);
- 3 июля 1816 — Франсуа-Анри де Франкто де Куаньи, герцог Куаньи (1737—1821);
- 3 июля 1816 — Анри-Жак-Гильом Кларк, герцог Фельтр (1765—1818);
- 3 июля 1816 — Пьер Риель, маркиз де Бернонвилль (1752—1821);
- 3 июля 1816 — Шарль-Жозеф-Гиацинт дю У, маркиз де Виомениль (1734—1827);
- 6 июня 1823 — Жак Александр Ло, маркиз Лористон (1768—1828);
- 9 октября 1823 — Габриэль Жан Жозеф, граф Молитор (1770—1849).

### Карл X(1824—1830)
- 8 марта 1827 — Луи-Алоизий де Гогенлоэ-Вальденбург-Бартенштейн (1765—1829);
- 22 февраля 1829 — маркиз Николя Жозеф Мезон (1771—1840);
- 14 июля 1830 — Луи Огюст Виктор де Ген де Бурмон, граф де Бурмон (1773—1846).

## Июльская монархия

### Луи-Филипп(1830—1848)
- 17 августа 1830 — граф Этьенн-Морис Жерар (1773—1852)
- 30 июля 1831 — Жорж Мутон, граф де Лобау (1770—1838)
- 1 сентября 1831 — граф Бертран Клозель (1772—1842)
- 19 ноября 1831 — маркиз Эммануэль де Груши (восстановлен в звании маршала) (1766—1847)
- 11 ноября 1837 — Сильвэн Шарль, граф Вале (1773—1846)
- 21 октября 1840 — Орас Франсуа Бастьен Себастьяни де Ла Порта (1772—1851)
- 31 июля 1843 — Тома Робер Бюжо, герцог Ислийский (1784—1849)
- 9 августа 1843 — Жан-Батист Друэ, граф д’Эрлон (1765—1844)
- 17 сентября 1847 — Гийом Дод, виконт де ла Брюнери (1775—1851)
- 17 сентября 1847 — Оноре Шарль, граф Рей (1775—1860)

## Вторая республика

### Луи-Наполеон Бонапарт(1848—1852)
|  |  |  |  |  |  |  |

1. 1 января 1850 — Жером Бонапарт (1784—1860)
2. 10 марта 1851 — граф Реми Жозеф Исидор Эксельманс (1775—1852);
3. 11 декабря 1851 — граф Жан Изидор Арисп (1768—1855);
4. 11 декабря 1851 — граф Жан Батист Филибер Вальян (1790—1872);
5. 2 декабря 1852 — Арман Жак Ашиль Леруа де Сент-Арно (1798—1854);
6. 2 декабря 1852 — Бернар Пьер Маньян (1791—1865);
7. 2 декабря 1852 — маркиз Эспри Виктор Элизабет Бонифас де Кастелан (1788—1862).

## Вторая империя

### Наполеон III(1852—1870)
|  |  |  |  |  |  |  |

|  |  |  |  |  |

1. 12 сентября 1855 — Амабль-Жан-Жак Пелисье, герцог Малаховский (1794—1864)
2. 18 марта 1856 — граф Жак-Луи-Сезар-Александр де Пулли Рандон (1795—1871)
3. 18 марта 1856 — Пьер-Франсуа-Жозеф Боске (1810—1861)
4. 18 марта 1856 — Франсуа-Сертен де Канробер (1809—1895)
5. 28 августа 1854 — граф Луи Ашиль Бараге д’Илье (1795—1878)
6. 5 июня 1859 — граф Мари-Эдм-Патрис-Морис де Мак-Магон, герцог Маджентский (1808—1893)
7. 5 июня 1859 — Огюст Рейно де Сен-Жан д’Анжели (1794—1870)
8. 25 июня 1859 — Адольф Ньель (1802—1869)
9. 2 апреля 1861 — Филипп Антуан д’Орнано (1784—1863)
10. 2 июля 1863 — Эли-Фредерик Форе (1804—1872)
11. 5 сентября 1864 — Франсуа-Ашиль Базен (1811—1888)
12. 24 марта 1870 — Эдмон Лебёф (1809—1888)

## Маршалы Франции в XX веке

### Третья республика—Первая мировая война
1. 25 декабря 1916 — Жозеф Жак Сезер Жоффр (1852–1931)
2. 6 августа 1918 — Фердинанд Фош (1851–1929)
3. 21 ноября 1918 — Анри Филипп Петен (1856–1951)
4. 19 февраля 1921 — Юбер Лиоте (1854–1934)
5. 19 февраля 1921 — Эмиль-Мари Файоль (1852–1928)
6. 19 февраля 1921 — Луи-Феликс-Мари-Франсуа Франш д´Эспере (1856–1942)
7. 7 мая 1921 — Жозеф Симон Галлиени (посмертно) (1849–1916)
8. 31 марта 1923 — Мишель Жозеф Монури (посмертно) (1847–1923)

### Четвёртая республика—Вторая мировая война
1. 15 января 1952 (посмертно) — Жан Жозеф Мари Габриэль де Латр де Тассиньи (1889–1952);
2. 23 августа 1952 (посмертно) — Филипп Франсуа Мари, граф де Отклок (позже изменено на — Филипп Франсуа Мари Леклерк де Отклок) (1902–1947);
3. 7 мая 1952 — Альфонс Пьер Жюэн (1888–1967);

### Пятая республика—Вторая мировая война
1. 6 июня 1984 (посмертно) — Мари Пьер Кёниг (1898–1970).

## В литературе и кино
В романе А. Дюма «Виконт де Бражелон, или 10 лет спустя» д’Артаньян получает звание маршала Франции незадолго до своей гибели.